# Miss Universo República Eslovaca
Miss Universo República Eslovaca (en eslovaco: Miss Universe Slovenskej Republiky) fue un concurso de belleza nacional en Eslovaquia. Se encargaba de seleccionar a las representantes del país para el concurso Miss Universo.

## Historia
Eslovaquia hizo su debut en el concurso Miss Universo en 1994, con Silvia Lakatošová como su primera representante. Lakatošová había sido coronada Miss República Checa y Eslovaca 1993, en un concurso que se llevó a cabo meses después de la disolución de Checoslovaquia. A partir de 1994, los concursos de belleza de la República Checa y Eslovaquia se separaron, y cada país comenzó a organizar sus propios concursos de belleza. Entre 1995 y 1998, las representantes de Eslovaquia en el concurso Miss Universo fueron seleccionadas a través del concurso Miss Eslovaquia. En 1999, Silvia Lakatošová adquirió la licencia para enviar representantes eslovacas al concurso Miss Universo. En 2005, Silvia Lakatošová también adquirió la licencia para enviar representantes eslovacas al concurso Miss Tierra.
En 2019, el concurso Miss Universo República Eslovaca colaboró con el Česká Miss, y juntos organizaron el concurso Miss Česko-Slovenské 2019. En este concurso, se entregaron los siguientes títulos: Miss Česko-Slovenské 2019 (que representó a la República Checa en Miss Tierra), Miss Universo República Checa, Miss Universo República Eslovaca y Miss Tierra República Eslovaca.
En marzo de 2023, Silvia Lakatošová renunció a la licencia de Miss Universo para Eslovaquia, lo que supuso el fin del concurso Miss Universo República Eslovaca. Desde entonces, las representantes eslovacas para el concurso Miss Universo son seleccionadas por la organización Miss Eslovaquia.

## Ganadoras
| Año  | Miss Universo República Eslovaca | 1.ª finalista                  | 2.ª finalista                  |
| ---- | -------------------------------- | ------------------------------ | ------------------------------ |
| 1999 | Aneta Kuklová                    | Zuzana Sršňová                 | Alena Manová                   |
| 2000 | Miroslava Kysucká                | Andrea Chabroňová              | Katarína Subyová               |
| 2001 | Zuzana Baštúrová                 | Nikol Gernerová                | Jana Havlovičová               |
| 2002 | Eva Džodlová                     | Magdaléna Šebestová            | Anna Mitrová                   |
| 2003 | Petra Mokrošová                  | Michaela Knapcová              | Viktória Gajdošová             |
| 2004 | Zita Galgóciová                  | Zuzana Dvorská                 | Marína Gunišová                |
| 2005 | Michaela Drenčková               | Diana Ondrejičková             | Linda Belokostolská            |
| 2006 | Judita Hrubyová                  | Katarína Manová                | Lucia Gašparíková              |
| 2007 | Lucia Senášiová                  | Barbora Palovičová             | Iveta Riečanová                |
| 2008 | Sandra Manáková                  | Martina Tóthová                | Lenka Hindická                 |
| 2009 | Denisa Mendrejová                | Lea Šindlerová                 | Marcela Ševčíková              |
| 2010 | Anna Amenová                     | Timea Szaboová                 | Hana Kiková                    |
| 2011 | Dagmar Kolesárová                | Romana Procházková             | Miriama Matúšová               |
| 2012 | Ľubica Štepanová                 | Martina Grešová                | Alexandra Klimeková            |
| 2013 | Jeanette Borhyová                | Lucia Slaninková               | Lucia Kačurová                 |
| 2014 | Silvia Prochádzková              | Dária Fabrici                  | Michaela Mrázová               |
| 2015 | Denisa Vyšňovská                 | Anita Polgáriová               | Dominika Zemanová              |
| 2016 | Zuzana Kollárová                 | Karolína Miková                | Kristína Šulová                |
| 2017 | Vanessa Bottánová                | Frederika Samuelová            | Patrícia Budaiová              |
| 2018 | Barbora Hanová                   | Sofia Sekelová                 | Kristína Vargová               |
| Año  | Miss Universo República Eslovaca | Miss Tierra República Eslovaca | Miss Tierra República Eslovaca |
| 2019 | Laura Longauerová                | Stanislava Lučková             | Stanislava Lučková             |
| Año  | Miss Universo República Eslovaca | 1.ª finalista                  | 2.ª finalista                  |
| 2022 | Karolina Michálčiková            | Klaudia Korlová                | Máriia Glatzová                |

## Representación internacional

### Miss Universo
: Declarada como ganadora
     : Terminó como finalista
     : Terminó como una de las semifinalistas o cuartofinalistas
     : Terminó como ganadora de premios especiales
| Año                                                       | Miss Universo República Eslovaca           | Posición en Miss Universo                  | Premios especiales                         | Notas                                      |
| Dirección de Silvia Lakatošová (1999-2022)                | Dirección de Silvia Lakatošová (1999-2022) | Dirección de Silvia Lakatošová (1999-2022) | Dirección de Silvia Lakatošová (1999-2022) | Dirección de Silvia Lakatošová (1999-2022) |
| --------------------------------------------------------- | ------------------------------------------ | ------------------------------------------ | ------------------------------------------ | ------------------------------------------ |
| 2022                                                      | Karolina Michálčiková                      | No clasificó                               |                                            |                                            |
| 2021                                                      | Veronika Ščepánková                        | No clasificó                               |                                            | Designada.                                 |
| 2020                                                      | Natália Hoštáková                          | No clasificó                               |                                            | Designada.                                 |
| 2019                                                      | Laura Longauerová                          | No clasificó                               |                                            |                                            |
| 2018                                                      | Barbora Hanová                             | No clasificó                               |                                            |                                            |
| 2017                                                      | Vanessa Bottánová                          | No clasificó                               |                                            |                                            |
| 2016                                                      | Zuzana Kollárová                           | No clasificó                               |                                            |                                            |
| 2015                                                      | Denisa Vyšňovská                           | No clasificó                               |                                            |                                            |
| 2014                                                      | Silvia Prochádzková                        | No clasificó                               |                                            |                                            |
| 2013                                                      | Jeanette Borhyová                          | No clasificó                               |                                            |                                            |
| 2012                                                      | Ľubica Štepanová                           | No clasificó                               |                                            |                                            |
| 2011                                                      | Dagmar Kolesárová                          | No clasificó                               |                                            |                                            |
| 2010                                                      | Anna Amenová                               | No clasificó                               |                                            |                                            |
| 2009                                                      | Denisa Mendrejová                          | No clasificó                               |                                            |                                            |
| 2008                                                      | Sandra Manáková                            | No clasificó                               |                                            |                                            |
| 2007                                                      | Lucia Senášiová                            | No clasificó                               |                                            |                                            |
| 2006                                                      | Judita Hrubyová                            | No clasificó                               |                                            |                                            |
| 2005                                                      | Michaela Drenčková                         | No clasificó                               |                                            |                                            |
| 2004                                                      | Zuzana Dvorská                             | No clasificó                               |                                            |                                            |
| 2003                                                      | Petra Mokrošová                            | No clasificó                               |                                            |                                            |
| 2002                                                      | Eva Džodlová                               | No clasificó                               |                                            |                                            |
| 2001                                                      | Zuzana Baštúrová                           | No clasificó                               |                                            |                                            |
| 2000                                                      | Miroslava Kysucká                          | No clasificó                               |                                            |                                            |
| 1999                                                      | Aneta Kuklová                              | No clasificó                               |                                            |                                            |
| Dirección de Jozef Oklamck de Miss Eslovaquia (1995-1998) |                                            |                                            |                                            |                                            |
| 1998                                                      | Vladimíra Hreňovčíková                     | No clasificó                               | - Miss Fotogénica                          |                                            |
| 1997                                                      | Lucia Povrazniková                         | No clasificó                               |                                            |                                            |
| 1996                                                      | Iveta Jankulárová                          | No clasificó                               |                                            |                                            |
| 1995                                                      | Nikoleta Meszarosova                       | No clasificó                               |                                            |                                            |
| Dirección de Miloš Zapletal de Miss Checoslovaquia (1994) |                                            |                                            |                                            |                                            |
| 1994                                                      | Silvia Lakatošová                          | Top 6                                      |                                            |                                            |